# Usamljena muhara
Usamljena muhara (lat. Amanita strobiliformis) je jestiva gljiva iz roda Amanita. 

## Opis
- Klobuk usamljene muhare je širok od 6 do 20 centimetara, najprije polukuglast zatim otvoren, vlažan, mesnat, bjelkastosivkast, s bjelkastosivim piramidalnim ostacima ovoja, rub je malo naboran i na njemu se vide ostaci zastorka (lat. velum partiale).
- Listići su gusti, bijeli, u mladosti se prividno drže za stručak a zatim su kasnije vidljivo slobodni.
- Stručak je visok od 5 do 25 centimetara, do 3,5 cm debeo, pun, kompaktan, valjkast, po cijeloj dužini prekriven brašnasto baršunastim ljuskama što se osobito vidi u mladosti; dno stručka, na kojem se vide prstenasti ostaci ovoja, nakaradno je zadebljano, a završava korijenasto duboko u zemlji; ispod klobuka je prolazan pahuljičast i narebran bijeli vjenčić.
- Meso je bez osobita mirisa i okusa, bijelo, mekano i debelo.
- Spore su bijele, amiloidne, eliptične, 10 – 13 x 7 – 9 μm.

## Stanište
Ljeti raste u šumama, uz putove i po parkovima na vapnenastu tlu. Najčešće raste usamljena, ali možemo pronaći i nekoliko primjeraka zajedno. 

## Upotrebljivost
Usamljena muhara je jestiva; prije upotrebe ogulite kožicu s klobuka.

## Sličnosti
Nema dvojbe da je to jedna od najljepših gljiva, a može narasti vrlo velika. Teško da je možete zamijeniti za neku nevaljalu vrstu, osobito ako pazite na njenu robusnost. Čitava je gljiva bijela, samo su ostaci ovoja na klobuku sivkasti. Od jajaste muhare (lat. Amanita ovoidea) razlikuje se time što na dnu stručka nema ovoja. Jestiva Amanita echinocephalla Vitt. nema na stručku brašnasto baršunaste ljuske, ima trajan vjenčić, a klobuk joj je prljavosmeđ. Prije upotrebe treba kožicu s klobuka oguliti i tako skloniti neugodan miris zemlje. 

## Slike
|  |  |  |  |  |
|  |  |  |  |  |